# Dicksonia anthriscifolia
Dicksonia anthriscifolia là một loài dương xỉ trong họ Dicksoniaceae. Loài này được Willd. Kaulf. mô tả khoa học đầu tiên năm 1824.